# Macedònia (grup)
Macedònia fou un grup musical de pop infantil i juvenil català que es formà l'any 2001 i debutà el 2003. Una de les característiques més singulars del grup fou que les seves cinc integrants es renovaven cada cinc anys per mantenir la imatge jove i així no allunyar-se del públic al qual s'adreçava, així com un pseudònim de fruita per a cadascuna. El projecte fou impulsat per Dani Coma, premi Joventut al concurs Sona9 de 2002.
El grup va començar amb la Georgina i la Marina, dues nenes que cantaven acompanyades d'en Dani, però tan sols hi van romandre un parell d'anys. La primera generació consolidada de Macedònia fou amb Nina Uyà (maduixa), Alba Rodríguez (mandarina), Amanda Delgado (kiwi), Mariona Colomé (pinya) i Laura Cueto (llimona). Al cap de sis anys va venir la segona generació, fou formada per Èlia Macià (maduixa), Laia Pujol (mandarina), Clàudia Raventós (kiwi), Aida Llop (pinya) i Berta Gilbert (llimona), que s'hi mantingueren uns altres cinc anys.
El 2012 es constituí la tercera generació amb Paula Noguer (maduixa), Sara Roy (mandarina), Irene Carreras (kiwi), Carlota Busquets (pinya) i Maria Farrés (llimona).
Durant l'estiu del 2016 es va fer un càsting de tres fases per trobar les noves cantants de la quarta generació. Aquestes van ser Mar Blanch (maduixa), Carlota Arrey (mandarina), Noa Massoutié (kiwi), Anna Cascos (pinya) i Gina Santaló (llimona). S'hi varen estar des del 2017 fins a l'any 2021.
El març de 2020, el grup va anunciar que és dissoldria de manera definitiva durant la primavera de 2021, fet que va posar fi a gairebé dues dècades de música amb el seu darrer disc Maqueta 2020.

## Discografia

### Primera generació
2002-2007
Fruites: Nina Uyà, Alba Rodríguez, Amanda Delgado, Mariona Colomé i Laura Cueto
- Macedònia (2003)
- Posa'm un suc (2004)
- Sakam té (2006)
- Bàsic (2007)
- Gira la fruita (2007)

### Segona generació
2007-2012
Fruites: Èlia Macià, Laia Pujol, Clàudia Raventós, Aida Llop i Berta Gilbert
- Bla, bla, bla... (2008)
- Et toca a tu! (2009)
- M'agrada! (2010)
- Els nens dels altres (2011)
- Dolça i amarga (2011)

### Tercera generació
2012-2017
Fruites: Paula Noguer, Sara Roy, Irene Carreras, Carlota Busquets i Maria Farrés
- Desperta (2012)
- Flors (2013)
- El món és per als valents (2015)
- Jo sóc valenta (2015)

Aquesta generació constituí també la banda Noah, amb la qual participaren com a quintet al programa espanyol de Telecinco Factor X.

### Quarta generació
2017-2021
Fruites: Carlota Arrey, Noa Massoutié, Anna Cascos, Mar Blanch i Gina Santaló 
- Estic contenta! (2017)
- Escandaliciós (2018)
- Papallones (2020)
- Maqueta 2000 (2020)

## Premis i nominacions
- Nominat al Premi Enderrock 2015 en la categoria «Millor DVD musical».[7]

- Guanyador dels premis ARC 2014 a «Millor gira d'artista o grup musical adaptada a públic infantil o familiar».[8]
- Guanyador del Premi Enderrock del 2017 per votació popular al «Millor disc per a públic familiar» per Estic contenta![9]